# گرایش پیش رانش
گرایش پیش رانش مربوط به بررسی موتور اجسام پرنده است از جمله موتورهای تنفسی که از اکسیژن هوا به عنوان اکسنده بهره می برند چون:
رم جت
نوعی از موتور که در اثر سرعت بالا(حدود چهار برابر سرعت صوت (ماخ چهار به بالا)) هوا را متراکم کرده و در محفظه احتراق با سوخت ترکیب کرده وگازهای خروجی را با سرعت‌های بسیار بالا به بیرون فرستاده و از این راه نیروی رانش خود را تأمین می‌کند. 
توربو جت
این نوع موتور علاوه بر محفظه احتراق دارای توربین و کمپرسور است، بنابراین برای متراکم کردن هوا (برای استفاده بهینه تر از اکسیژن آن به عنوان اکسنده) نیازی به رسیدن سرعت‌های بسیار بالا نیست، زیرا قسمتی از انرژی گازهای داغ ناشی از سوختن در محفظه احتراق پره‌های توربین پیش گفته را می چرخاند، این توربین از طریق یک شفت انرژی را به کمپرسور منتقل می‌کند . 
توربو پراپ
شبیه موتور توربو جت است که یک ملخ دارد، این موتور بیش تر انرژی خود را صرف چرخاندن ملخ جلوی خود می‌کند و برای پرواز در سرعت‌های پایین مناسب است . 
توربو فن
شبیه موتور توربو جت است، این موتورها دارای فن‌های بزرگ اند که هوای زیادی را هم برای خنک کاری موتور و هم انجام واکنش سوختن به داخل موتور می کشند. 
موتورهای موشک در مقابل موتورهای تنفسی (duct propulsion vs rocket propulsion) اکسنده و سوخت را با خود حمل می‌کنند، بنابراین می توانند در خارج از اتمسفر هم مورد استفاده قرار گیرند.
نوع دیگر پیشرانش الکتریکی (ترمو الکتریکال، پلاسما، الکتروستاتیک و ...) است که معمولااز شتاب دادن ذرات باردار در میدان‌های الکتریکی و مغناطیسی بهره می برند.به علت نیروی رانش پایین و حساسیت ابزارهای تولید کننده به پسای ایرودینامیکی، این نوع رانشگرها در برنامه‌های فضایی به کار گرفته می‌شوند.